# Daniel Dutra da Silva
Daniel Dutra da Silva (* 5. Juli 1988 in São Paulo) ist ein brasilianischer Tennisspieler.

## Persönliches
Daniel ist der jüngere Bruder des Tennisprofis Rogério Dutra da Silva.

## Karriere
Dutra da Silva hatte Erfolg auf der ITF Junior Tour. Auch wenn er bei Grand-Slam-Turnieren nicht überzeugen konnte, gewann er zwei hoch dotierte Turniere und stand im Oktober 2006 auf Platz 18 der Junior-Rangliste.
In seiner Profikarriere gewann Dutra da Silva regelmäßig Futureturniere, bis dato summieren sie sich auf 27 Titel im Einzel und 30 Titel im Doppel. In seinem ersten Profijahr 2007 kam er bereits auf vier Titel bei Futures und zwei weitere Finalteilnahmen im Einzel. In Sanremo 2008 kam er zu seinem ersten Einsatz auf der ATP Challenger Tour. Auf dieser kam er im selben Jahr auch zu drei Viertelfinalteilnahmen und beendete das Jahr mit Rang 290 erstmals in den Top 300 der Tennisweltrangliste. Im Doppel stand er auf Platz 510. Anfang 2009 kämpfte sich der Brasilianer durch die Qualifikation des Turniers in Costa do Sauípe, woraufhin er seinen  ersten Auftritt auf der ATP World Tour hatte. Er verlor gegen Nicolas Devilder in zwei Sätzen. Im Mai des Jahres erreichte er mit Rang 231 sein vorläufiges Karrierehoch im Einzel.
In den Folgejahren bewegte sich Dutra da Silva in der Rangliste im Einzel hauptsächlich zwischen den Plätzen 350 und 550. Dabei spielte er entweder Futures oder in der Qualifikation von Challengers, wobei er dort im Hauptfeld nie über die erste oder zweite Runde hinauskam. Im Doppel erreichte er zwei Finals bei Challengers: 2008 in Belo Horizonte sowie 2016 in Cali, die jeweils verloren gingen. 2013 schaffte er dort mit Platz 261 seinen Bestwert zu erreichen. Im Jahr 2018 gelang es ihm seit 2011 erstmals nicht einen Futuretitel zu gewinnen.

## Erfolge
| Legende (Anzahl der Siege)  |
| Grand Slam                  |
| ATP World Tour Finals       |
| ATP World Tour Masters 1000 |
| ATP World Tour 500          |
| ATP World Tour 250          |
| ATP Challenger Tour (1)     |

### Doppel

#### Turniersiege
| Nr. | Datum           | Turnier | Belag | Partner        | Finalgegner                      | Ergebnis |
| --- | --------------- | ------- | ----- | -------------- | -------------------------------- | -------- |
| 1.  | 14. Januar 2023 | Tigre   | Sand  | Oleh Prychodko | Chung Yun-seong Christian Langmo | 6:2, 6:2 |